# Sukhumi
Sukhumi (abkhasisk: Аҟəа, Aqwa; georgisk სოხუმი, Sokhumi, russisk Сухуми, Sukhumi) er hovedstaden i Abkhasien, en de facto selvstændig republik, som internationalt bliver regnet som en autonom republik i Georgien. Byen har en lang historie, og blev hårdt ramt under den georgisk-abkhasiske konflikt tidligt i 1990'erne. Sukhumi har 81.546 indbyggere (2005).
Sukhumi ligger i en vid bugt på østkysten af Sortehavet og er en havneby, et knudepunkt for jernbane og en ferieby. Byen er kendt for strandene, sanatorierne, mineralkilderne og det subtropiske klima. Sukhumi har flere små til mellemstore hoteller, som hovedsagelig tager i mod russiske turister. Byen har også botaniske haver oprettet i 1840.
I sovjettiden blev der avlet aber her. Fra 1945 til 1954 var elektronfysiklaboratoriet i byen involveret i Sovjetunionens udvikling af atomvåben.